# ヌヴォレーラ
ヌヴォレーラ（伊: Nuvolera）は、イタリア共和国ロンバルディア州ブレシア県にある、人口約4,600人の基礎自治体（コムーネ）。

## 地理

### 位置・広がり

#### 隣接コムーネ
隣接するコムーネは以下の通り。
- ベディッツォーレ
- ボッティチーノ
- マッツァーノ
- ヌヴォレント
- レッツァート
- セルレ

### 地震分類
イタリアの地震リスク階級 (it) では、2 に分類される
。